# Marc Salyers
Marc Douglas Salyers (Chicago, 28 febbraio 1979) è un ex cestista e allenatore di pallacanestro statunitense.

## Carriera
Dopo essere uscito dall'Università di Samford, approda in Europa per la sua prima esperienza da professionista. Nell'estate del 2001 firmò infatti un contratto con la Cimberio Borgomanero, team piemontese che giocava le partite interne a Novara: in quella stagione fu tra i migliori realizzatori della squadra, con 18,6 punti di media a partita. Restò in maglia Cimberio anche l'annata successiva, con il club che nel frattempo trasferì ufficialmente la propria sede da Borgomanero a Novara.
La sua carriera prosegue tra Turchia (all'Oyak Renault), Francia (al Pau-Orthez) ed ancora Turchia (al Fenerbahçe), e nuovamente Francia (al Gravelines). Nel 2005 passa prima per la Germania (BG Leitershofen) e poi va a giocare in Corea del Sud (Busan KT Sonicboom). Ritorna poi in Italia, a Montecatini, per disputare (da gennaio) la seconda parte della stagione 2005-06. Da qui un biennio a Roanne, dove al termine del primo anno conquista lo scudetto francese, mentre nel secondo anno debutta in Eurolega, massima manifestazione continentale, vincendo addirittura il premio di miglior realizzatore dell'edizione 2007-08 grazie alla media di 21,8 punti a partita.
Nel 2008 emigra invece in Ucraina, ingaggiato dall'Azovmash Mariupol'.
L'intera stagione 2009-10 la disputa nel campionato francese con la maglia del Le Mans.
Nell'estate del 2010 viene ingaggiato dall'Angelico Biella.
Dal 2001 ad oggi, nei vari campionati disputati, ha giocato 291 partite segnando 4.874 punti per una media di 16,74 punti/partita (statistiche aggiornate al 15 maggio 2011).

## Statistiche

### College
| Anno      | Squadra          | PG  | PT | MP   | TC%  | 3P%  | TL%  | RP  | AP  | PRP | SP  | PP   |
| --------- | ---------------- | --- | -- | ---- | ---- | ---- | ---- | --- | --- | --- | --- | ---- |
| 1997-1998 | Samford Bulldogs | 27  | -  | -    | 40,1 | 32,0 | 77,4 | 3,2 | 0,7 | 0,4 | 0,1 | 6,1  |
| 1998-1999 | Samford Bulldogs | 30  | -  | 30,1 | 51,0 | 35,3 | 71,3 | 5,4 | 3,1 | 0,9 | 1,0 | 13,4 |
| 1999-2000 | Samford Bulldogs | 32  | 32 | 31,6 | 53,8 | 38,1 | 73,6 | 7,3 | 3,2 | 1,2 | 0,7 | 16,8 |
| 2000-2001 | Samford Bulldogs | 29  | 29 | 33,2 | 51,8 | 35,1 | 68,8 | 6,2 | 2,9 | 0,6 | 0,9 | 17,2 |
| Carriera  | Carriera         | 118 | 61 | 31,6 | 50,9 | 35,1 | 71,8 | 5,6 | 2,6 | 0,8 | 0,7 | 13,6 |

### Eurolega
| Anno      | Squadra  | PG | PT | MP   | TC%  | 3P%  | TL%  | RP  | AP  | PRP | SP  | PP    |
| --------- | -------- | -- | -- | ---- | ---- | ---- | ---- | --- | --- | --- | --- | ----- |
| 2007-2008 | Roanne   | 14 | 14 | 33,9 | 47,4 | 34,9 | 69,1 | 6,6 | 1,6 | 1,6 | 0,4 | 21,8* |
| Carriera  | Carriera | 14 | 14 | 33,9 | 47,4 | 34,9 | 69,1 | 6,6 | 1,6 | 1,6 | 0,4 | 21,8  |

## Palmarès

### Squadra
- Campionato francese: 2

Pau-Orthez: 2003-04
Roanne: 2006-07
- Semaine des As: 1

Roanne: 2007
- Match des Champions: 1

Gravelines: 2005

### Individuale
- All-TAAC Team: 1998-99
- Campione TAAC: 1999-2000
- MVP Conference NCAA: 1999-2000, 2000-01
- LNB Pro A MVP finali: 1

Roanne: 2006-07
- MVP Semaine des As: 1

Roanne: 2007
- Alphonso Ford Trophy: 1

Roanne: 2007-08
- LNB Pro A MVP straniero: 1

Roanne: 2007-2008

## Curiosità
- Salyers compare come cliente in una puntata del docu-reality Miami Ink, dove si fa tatuare da Kat Von D una grande croce lungo tutta la schiena.